# Israel Goihberg
Israel Goihberg (născut Srul; în idiș ‏ישׂראל גױכבערג‏‎, în rusă Исроэл Гойхберг; n. 1 ianuarie 1894, Telenești, gubernia Basarabia, Imperiul Rus – d. 6 septembrie 1970, New York City, New York, SUA) a fost un evreu basarabean, poet, traducător și profesor american de limbă idiș.

## Biografie
S-a născut în târgul Telenești (acum oraș și centru raional din Republica Moldova) din ținutul Orhei, gubernia Basarabia (Imperiul Rus), în familia cantorului Velvl Goihberg și Ceaia Gutman, o verișoară a scriitorului Simha Ben-Țion. La vârsta de doi ani, s-a mutat împreună cu părinții la Șarhorod, de acolo la Nemirov, apoi s-a întors înapoi la Telenești. În 1903, fratele său mai mare a fost ucis în timpul pogromului din Chișinău. A studiat într-un heder, apoi într-o școală din Hotin și într-un gimnaziu rus din Camenița. A studiat pentru profesia de farmacist în Camenița, apoi a lucrat ca asistent farmaceutic în mai multe orașe din Basarabia înainte de a emigra în Statele Unite în 1913.
În America, a locuit inițial la Boston, mai târziu la Williamsburg și Brownsville, unde a lucrat într-o fabrică de pantofi, apoi ca profesor. În anii 1917-1921 a studiat la un colegiu pentru ingineri din Iowa, însă după absolvire, și-a continuat activitatea didactică în rețeaua de școli publice „Șalom Aleihem” cu predarea în idiș din Boston (1921-1926) și a devenit în scurt timp președinte al Consiliul pedagogic al acestei rețele (1926). A fondat una dintre primele școli secundare din SUA cu instruire în idiș și ebraică.
A debutat în idiș la 14 noiembrie 1914 în ziarul new yorkez Fraye arbeter stieme („Vocea liberă a muncitorului”), a colaborat сu ziarul Yidisher Kemfer („Luptătorul evreu”). Începând cu anii 1920, a publicat poezii în diferite periodice americane. În 1920, a fondat și editat revista literară pentru copii Kinder-Zhurnal, din biroul său din Union Square, New York. Multe dintre poeziile lui Goihberg au fost muzicate, unele au devenit melodii populare pentru copii și sunt înregistrate de diverse grupuri muzicale până în prezent. Goihberg însuși a publicat mai multe colecții de poezii și, de asemenea, a compilat și editat o mare colecție ilustrată de cântece cu partituri pe versuri ale poeților evrei, numită Di gilderne pave („Drumul de aur”, 1949), care a fost folosită pe scară largă de școlile evreiești din America, și a ca „prototip” pentru numeroase cărți de cântece similare în deceniile următoare.
Poeziile și traducerile pentru copii au fost publicate în revistele Der ufkum („Răsărit”), Bodn („Sol”) și Kinderland („Țara copiilor”). A fost, de asemenea, autorul unor colecții de poezie pentru copii și adulți numite Gezangen fun undzer dor („Cântările generației noastre”, poezii despre Boston), Gut-morgn („Bună dimineața”, 1928), Kamtso un Bar-Kamtso („Kamtsa și Bar-Kamtsa”, un poem bazat pe legenda despre modul în care Ierusalimul a fost distrus din cauza lui Kamtsa și Bar-Kamtsa, 1931), Vertikaln („Verticale”), Nemirov (o poezie cronică despre acest oraș, 1946), Mit laib un labm („Carne și viață”, 1963), Mit a Shmeikhl („Cu un zâmbet”, 1963), Hanyke-Spiel („Jocul Hanukkah”, 1967).